# Nespelem (Washington)
Nespelem es un pueblo ubicado en el condado de Okanogan en el estado estadounidense de Washington. En el año 2000 tenía una población de 212 habitantes y una densidad poblacional de 436,6 personas por km².

## Geografía
Nespelem se encuentra ubicada en las coordenadas 48°9′59″N 118°58′32″O / 48.16639, -118.97556.

## Demografía
Según la Oficina del Censo en 2000 los ingresos medios por hogar en la localidad eran de $30.000, y los ingresos medios por familia eran $27.500. Los hombres tenían unos ingresos medios de $43.250 frente a los $27.500 para las mujeres. La renta per cápita para la localidad era de $12.836. Alrededor del 16,9% de la población estaban por debajo del umbral de pobreza.